# Nayobe
Nayobe Catalina Gomez, conhecida apenas por Nayobe, é uma cantora americana de freestyle e dance-pop. Seus singles de maior sucesso são "Good Things Come to Those Who Wait", "Second Chance for Love" e "It's Too Late", que chegaram as posições #15, #30 e #5 na Billboard Hot Dance Club Songs.

## Discografia

### Álbuns de estúdio
| 1986                                               | Nayobe - Lançado: 1986 - Gravadora: Fever Records                                    | —  |
| 1990                                               | Promise Me - Lançado: 27 de junho de 1990 - Gravadora: WTG Records                   | 86 |
| 1997                                               | Dame un Poco Mas - Lançado: 17 de junho de 1997 - Gravadora: Sony Music Distribution | —  |
| 1999                                               | Nayobe - Lançado: 23 de novembro de 1999 - Gravadora: Platano Records                | —  |
| "—" denota um lançamento que não entrou na parada. |                                                                                      |    |

### Singles
- 1984: "Please Don't Go"
- 1985: "School Girl Crush"
- 1986: "Good Things Come to Those Who Wait"
- 1986: "Second Chance for Love"
- 1987: "Guess I Fell in Love"
- 1988: "It's Too Late"
- 1990: "I Love the Way You Love Me"
- 1990: "I'll Be Around"
- 1995: "All Night Long"
- 1997: "We Can Dance, We Can Fly"
- 1999: "Como una Loba"